# سنگ‌نگاره پیروزی شاپور بر امپراتوران روم
سنگ‌نگاره پیروزی شاپور بر امپراتوران روم یکی از آثار بازمانده از دورهٔ ساسانی است که در محوطهٔ نقش رستم و در ده متری شرق آرامگاه داریوش بزرگ بر سینهٔ صخره‌ای تراشیده شده که طول آن نزدیک به ۱۱ متر و عرضش ۵ متر می‌باشد.
در این نقش، شاپور اول رو به چپ می‌نگرد، و گیسوی افشان و پشت سر ریخته و ریش مجعدِ از حلقه گذرانده دارد؛ گردنبندی حلقه حلقه‌ای بر گردن افکنده، و گوشواری از گوش آویخته است. جامهٔ وی عبارت است از نیم‌تنه‌ای تنگ و پرچین و کمردار، شلواری که بر روی ساق چین خورده، و ردائی که در جلو سینه با دو حلقه به هم وصل است و در پشت، افشان به دست باد سپرده شده. دیهیم روی تاج نوارهای بلند و پرچین دارد که به پشت افتاده و افشان شده است. شاپور را از روی سکه‌هایش و مجسمه‌اش در غار شاپور کازرون و نقشش بر جامی نقره‌ای می‌شناسیم و می‌دانیم تاجی کنگره‌دار بر سر می‌گذارده است. در اینجا وی را با همان تاج و گوی بزرگ شاهنشاهی می‌بینیم که به صورت بسیار برجسته کنده‌کاری شده است.
در صحنهٔ پیروزی شاپور یکم بر والریانوس در زیر شکم اسب شاه کتیبه‌ای به زبان یونانی در پنج سطر دیده می‌شود. به احتمال قوی تحریرهای پهلوی و پارتی این کتیبه که احتمالاً بر روی شکم اسب شاه بوده، از میان رفته است. کتیبهٔ یونانی نیز آسیب دیده است. مضمون آن عیناً مانند مضمون کتیبهٔ این شاه در نقش رجب است که در آن نام و عنوان و نسب شاه ذکر شده است.
شمشیر راست و بلند شاپور در نیام است و وی دست چپ را بر دستهٔ آن نهاده، و دست راست را دراز کرده، مچ در آستین نهفتهٔ یک رومی بر پای ایستاده را گرفته است. اسب شاپور زین و برگ آراسته دارد، و دمش گره خورده، نوار بلند و پرچین و شکنی از آن آویخته است. کفل‌بند و سینه‌بند اسب دارای حلقهٔ آرایشی گل مانند بسیار بزرگی می‌باشد و یال آن نیز آراسته است. گمپوله بزرگی از زین به میان پاهای آن آویخته است که چین و شکن آن به خوبی پیدا می‌باشد. شاهنشاه راست و مردانه روی زین نشسته و وقار شاهانه‌اش به خوبی مجسم است. اسب نیز اندازه‌ای تقریباً طبیعی دارد، و دست راست را خم کرده، و حالت درنگ به خود گرفته است. پیش روی اسب مردی در جامهٔ رومی زانوی چپ را بر زمین نهاده است و زانوی راست را خم ساخته و دستها را به حالت التماس به جانب شاهنشاه دراز کرده است به‌طوری‌که دست چپش زانوی راست اسب شاهنشاه را لمس می‌کند این شخص میانه سال است و ریش کوتاه و مجعدی دارد، و جامه‌اش ردای امپراتوری رومی (توگا) می‌باشد و بر سرش تاجی از برگ درخت غار، که امپراتوران بر سر می‌نهادند، و به مشابه دیهیم امپراتوری می‌باشد، دیده می‌شود. وی کت آستین‌داری را که تا زانوانش می‌رسد را پوشیده است و شمشیر نیام شده‌ای به کمر آویخته که دسته‌اش حالت صلیب دارد.
کنار این رومی زانو زده، یک نفر دیگر ایستاده است که رو به شاهنشاه دارد و بی‌ریش است. اما دیهیمی از برگ غار بر سر دارد و نوار کوچکی پشت سرش افشان شده است، و جامه‌اش مانند رومی زانوزده است، و شمشیر از کمر آویخته است، و دستش در آستین سردوخته مخفی گردیده و مچ چپش را شاپور گرفته است. هر دوی این افراد، رومی‌هستند و از ردای امپراتوری و تاج برگ غار آنها پیداست که امپراتور می‌باشد. ولی در مورد هویت آنها بحث بسیار شده است. تا سال ۱۹۵۴ همه می‌گفتند آنکه زانو زده، والرین است که از شاه امان می‌خواهد، و آنکه ایستاده کردیاس نامی ازاهل سوریه است که گفته‌اند شاپور او را به امپراتوری برنشانید.

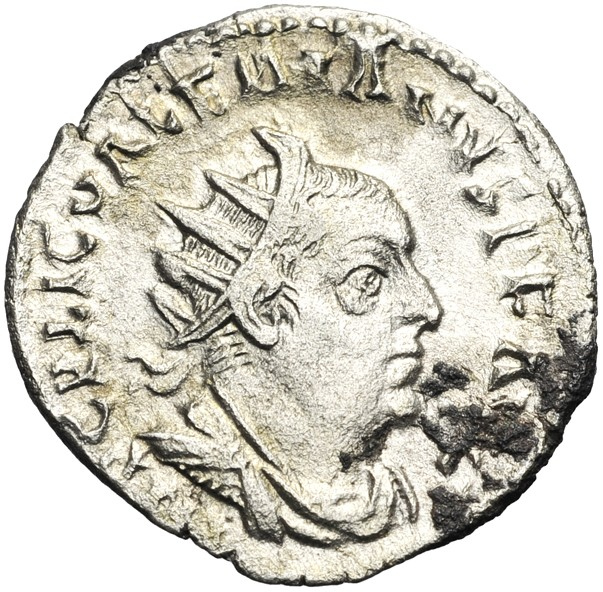
تصویر والرین بر سکه‌اش.

اما در آن سال مک درمونت این فرضیه را رد کرد و گیرشمن و برخی دیگر نیز با وی هم آواز شدند. مک درمونت متوجه شد که کردیاس اصلاً در تاریخ جنگ‌های شاپور که خودش بر کعبه زرتشت نقل کرده است نیامده، و هیچ سکه‌ای از او در دست نیست و چنین شخصی در تاریخ روم به امپراتوری شناخته نمی‌باشد. از سوی دیگر، شاپور در شرح جنگ‌هایش از سه امپراتور رومی نام می‌برد: گردیان جوان که کشته شد و فیلیپ عرب که به درخواست صلح آمده و پانصد هزار سکهٔ زرین باژ داد و والرین که گرفتار شده و در نقوش شاپور هم سه امپراتور را نموده‌اند؛ امپراتوری جوان که زیر پای اسب شاپور به خاک افتاده (در دارابگرد و بیشاپور) و بنابراین گردیان است؛ امپراتوری که مچ دستش را شاپور گرفته، و بنا بر قانون کهن- که گرفتن مچ دست علامت اسیر کردن بوده- همان والرین می‌باشد.

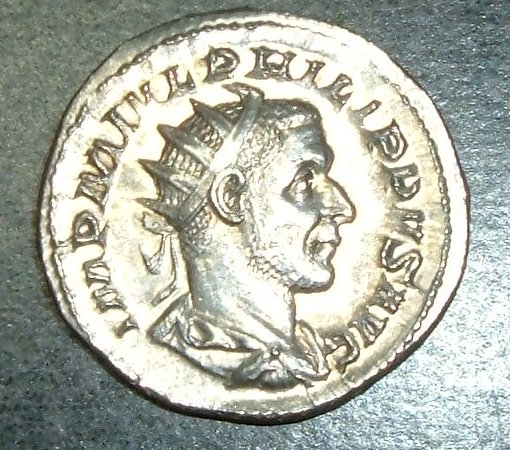
تصویر فیلیپ عرب بر روی سکه‌اش.

چیزی که استدلال مک درمونت را تأیید می‌کرد این بود که سکه‌های والرین او را بی‌ریش نشان می‌دهد، و فرد ایستاده که شاپور مچش را گرفته (یعنی اسیرش کرده) نیز بی‌ریش است، در حالی که سکه‌های فیلیپ عرب او را با ریش کوتاه و مجعدی می‌نمایند، و آنکه در پیش شاپور زانو زده نیز درست همین نوع ریش را دارد. به علاوه گردن والرین روی سکه‌ها بسیار ستبر است و فرد ایستاده از کنار اسب شاه نیز گردن ستبر دارد.
در پشت سر شاپور در حدود سال ۲۸۰ میلادی، سنگ‌نگاره و نبشته کرتیر را به دستور کرتیر موبد موبدان کنده‌اند.

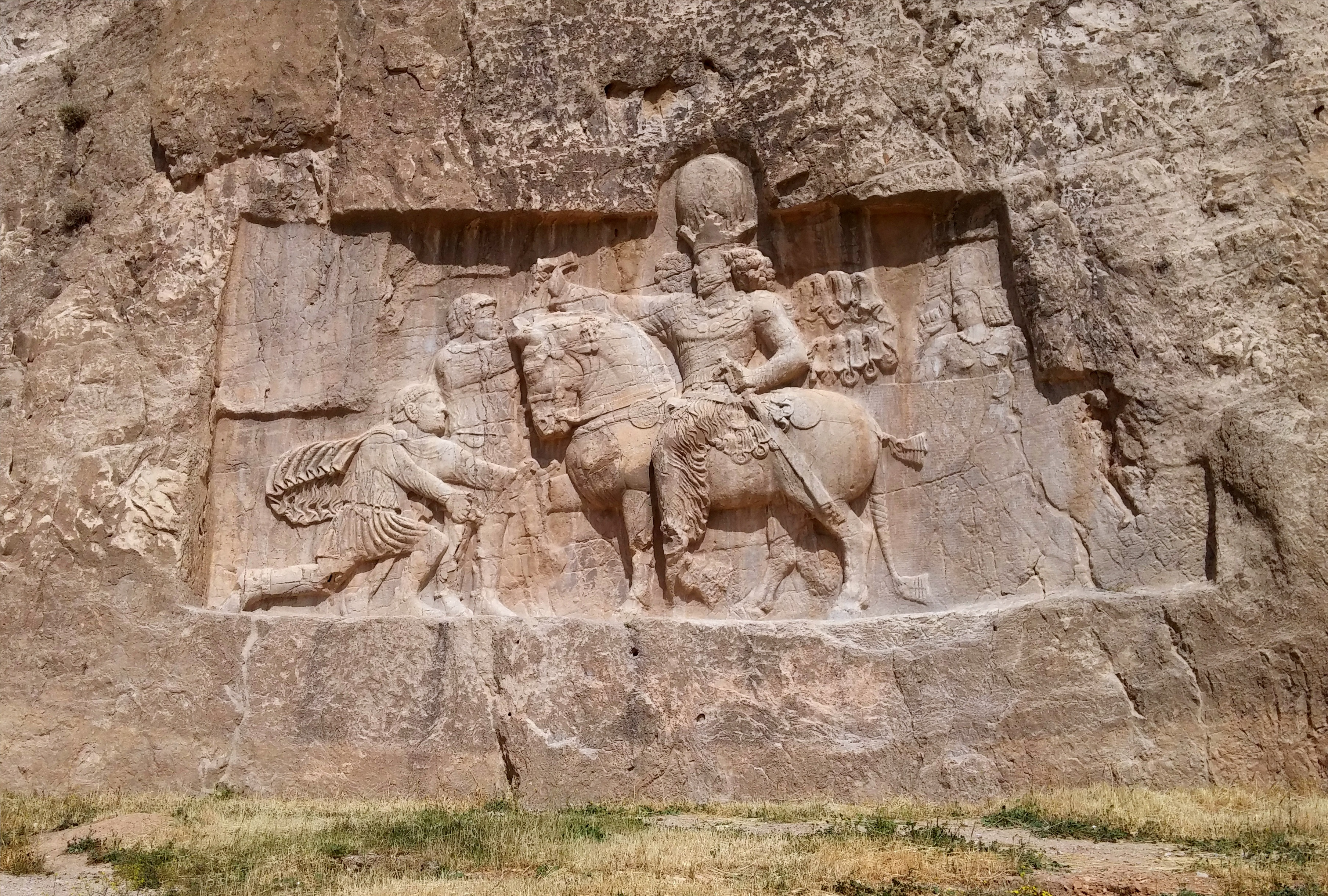
سنگ‌نگاره پیروزی شاپور بر امپراتوران روم

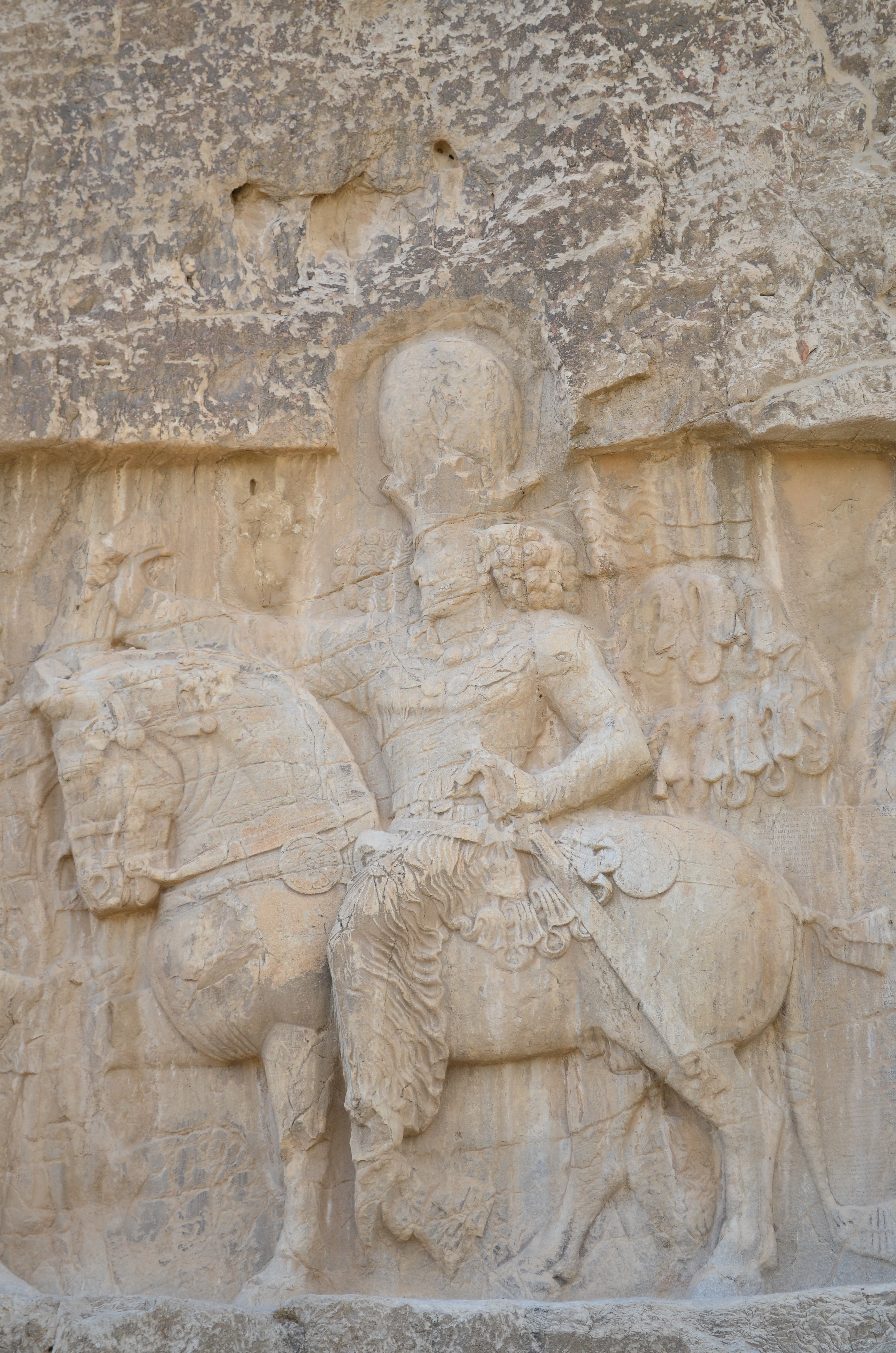
شاپور سوار بر اسب